# Pawieł Biegma
Pawieł Gieorgijewicz Biegma (ros. Павел Георгиевич Бегма, ur. 25 listopada?/8 grudnia 1902 w Krzemieńczuku, zm. w listopadzie 1975 w Doniecku) – radziecki wojskowy i funkcjonariusz służb specjalnych, starszy major bezpieczeństwa państwowego.

## Życiorys
Urodzony w rodzinie ukraińskiego robotnika, 1915 skończył szkołę w Krzemieńczuku, pracował w kamieniołomie w Krzemieńczuku, od maja 1920 żołnierz Armii Czerwonej. Od sierpnia 1922 do października 1924 w sztabie 25 Dywizji Strzeleckiej Ukraińskiego Okręgu Wojskowego, od października 1924 do października 1925 w Połtawskiej Szkole Piechoty, od października 1925 do września 1928 w Kijowskiej Szkole Artylerii, od września 1928 do grudnia 1931 dowódca plutonu 96 pułku artylerii, od grudnia 1931 do marca 1932 szef łączności tego pułku. Od marca 1932 do listopada 1933 szef łączności Permskiego Pułku Artylerii Permskiej Dywizji Piechoty Nadwołżańskiego Okręgu Wojskowego, od listopada 1933 do lutego 1939 studiował w Wojskowej Akademii Artylerii im. Dzierżyńskiego Leningradzkiego Okręgu Wojskowego, od 24 stycznia 1936 starszy porucznik, a od 17 kwietnia 1938 kapitan Armii Czerwonej. Od 4 lutego 1939 do 22 czerwca 1941 szef Wydziału Specjalnego NKWD/Wydziału 3 Białoruskiego Okręgu Wojskowego/Zachodniego Okręgu Wojskowego w stopniu majora bezpieczeństwa państwowego, od 22 czerwca do 19 lipca 1941 szef Wydziału 3 Frontu Zachodniego, od 19 do 31 lipca 1941 zastępca szefa Wydziału Specjalnego NKWD Frontu Zachodniego w stopniu starszego majora bezpieczeństwa państwowego, od 31 lipca do 4 września 1941 szef Wydziału Specjalnego NKWD Frontu Centralnego, od 4 września do 10 listopada 1941 szef Wydziału Specjalnego NKWD Frontu Briańskiego, później w dyspozycji NKWD ZSRR, 18 listopada 1942 zwolniony z NKWD i przeniesiony ponownie do Armii Czerwonej. Od listopada 1942 do czerwca 1943 szef sztabu 3 Brygady Artylerii Środkowoazjatyckiego Okręgu Wojskowego, od czerwca 1943 do listopada 1944 dowódca 139 tego okręgu, później Frontu Zakaukaskiego, od listopada 1944 do września 1946 dowódca artylerii 68 Dywizji 4 Armii Frontu Zakaukaskiego/Bakijskiego Okręgu Wojskowego, od września 1946 do kwietnia 1950 dowódca 1844 pułku 4 Armii Zakaukaskiego Okręgu Wojskowego, od września 1953 oficer rezerwy i emeryt w Gori, a od sierpnia 1954 w Doniecku.

## Odznaczenia
- Order Lenina (1945)
- Order Czerwonego Sztandaru (trzykrotnie - 26 kwietnia 1940, 1944 i 1951)

I 6 medali.